# Olympische Sommerspiele 1928/Leichtathletik – 100 m (Frauen)
Der 100-Meter-Lauf der Frauen bei den Olympischen Spielen 1928 in Amsterdam wurde am 30. und 31. Juli 1928 im Olympiastadion Amsterdam ausgetragen. 31 Athletinnen nahmen teil.
Olympiasiegerin wurde die US-Amerikanerin Betty Robinson vor der Kanadierin Fanny Rosenfeld und deren Landsfrau Ethel Smith.

## Rekorde

### Bestehende Rekorde
| Weltrekord         | 12,0 s                                      | Myrtle Cook ( Kanada)                       | Halifax, Kanada                             | 2. Juli 1928                                |
| Olympischer Rekord | Wettbewerb erstmals im olympischen Programm | Wettbewerb erstmals im olympischen Programm | Wettbewerb erstmals im olympischen Programm | Wettbewerb erstmals im olympischen Programm |

### Neue Rekorde / Rekordverbesserungen
In dieser neuen olympischen Disziplin gab es vier neue olympische Rekorde und fünf Rekordegalisierungen:
- 13,0 s (erster olympischer Rekord) – Anni Holdmann (Deutschland), erster Vorlauf am 30. Juli
- 12,8 s (Rekordverbesserung) – Erna Steinberg (Deutschland), zweiter Vorlauf am 30. Juli
- 12,8 s (Rekordegalisierung) – Hitomi Kinue (Japan), dritter Vorlauf am 30. Juli
- 12,8 s (Rekordegalisierung) – Leni Junker (Deutschland), vierter Vorlauf am 30. Juli
- 12,8 s (Rekordegalisierung) – Leni Schmidt (Deutschland), sechster Vorlauf am 30. Juli
- 12,6 s (Rekordverbesserung) – Fanny Rosenfeld (Kanada), siebter Vorlauf am 30. Juli
- 12,6 s (Rekordegalisierung) – Ethel Smith (Kanada), neunter Vorlauf am 30. Juli
- 12,4 s (Rekordverbesserung) – Fanny Rosenfeld (Kanada), erstes Halbfinale am 30. Juli
- 12,4 s (Rekordegalisierung) – Betty Robinson (USA), zweites Halbfinale am 30. Juli
- 12,2 s (Rekordverbesserung) – Betty Robinson (USA), Finale am 31. Juli

## Durchführung des Wettbewerbs
Am 30. Juli wurden neun Vorläufe absolviert. Die jeweils beiden ersten Läuferinnen – hellblau unterlegt – qualifizierten sich für das Halbfinale am selben Tag. Aus diesen drei Vorentscheidungen kamen wiederum die jeweils beiden ersten Läuferinnen – ebenfalls hellblau unterlegt – in das Finale, das am 31. Juli stattfand.

## Vorläufe
Datum: 30. Juli 1928
Es sind nicht alle Zeiten überliefert.

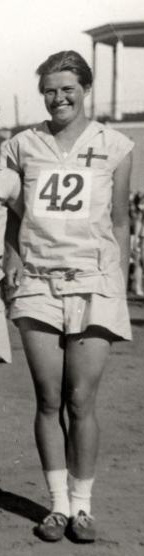
Ruth Svedberg – ausgeschieden als Vierte des zweiten Vorlaufs

### Vorlauf 1
| Platz | Name           | Nation             | Zeit   | Anmerkung |
| ----- | -------------- | ------------------ | ------ | --------- |
| 1     | Anni Holdmann  | Deutsches Reich    | 13,0 s | OR        |
| 2     | Edith Robinson | Australien         | k. A.  |           |
| 3     | Derna Polazzo  | Königreich Italien | k. A.  |           |

### Vorlauf 2
| Platz | Name           | Nation          | Zeit   | Anmerkung |
| ----- | -------------- | --------------- | ------ | --------- |
| 1     | Erna Steinberg | Deutsches Reich | 12,8 s | OR        |
| 2     | Mary Washburn  | USA             | k. A.  |           |
| 3     | Nettie Grooss  | Niederlande     | k. A.  |           |
| 4     | Ruth Svedberg  | Schweden        | k. A.  |           |

### Vorlauf 3

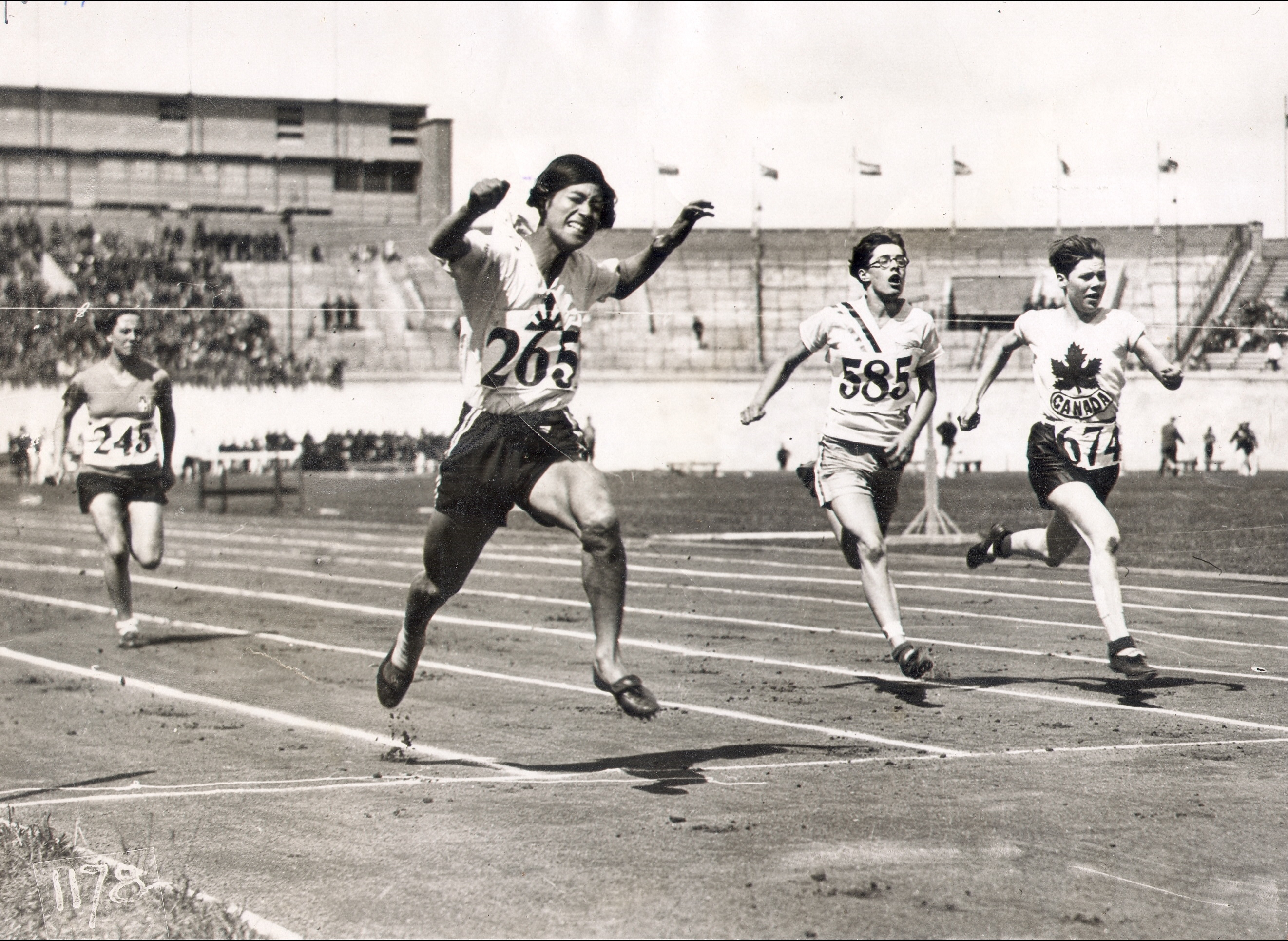
Dritter Vorlauf: Hitomi Kinue vor Florence Bell (Nr. 674), Anne Vrana-O’Brien (Nr. 585) und Matilde Moraschi (Nr. 245)
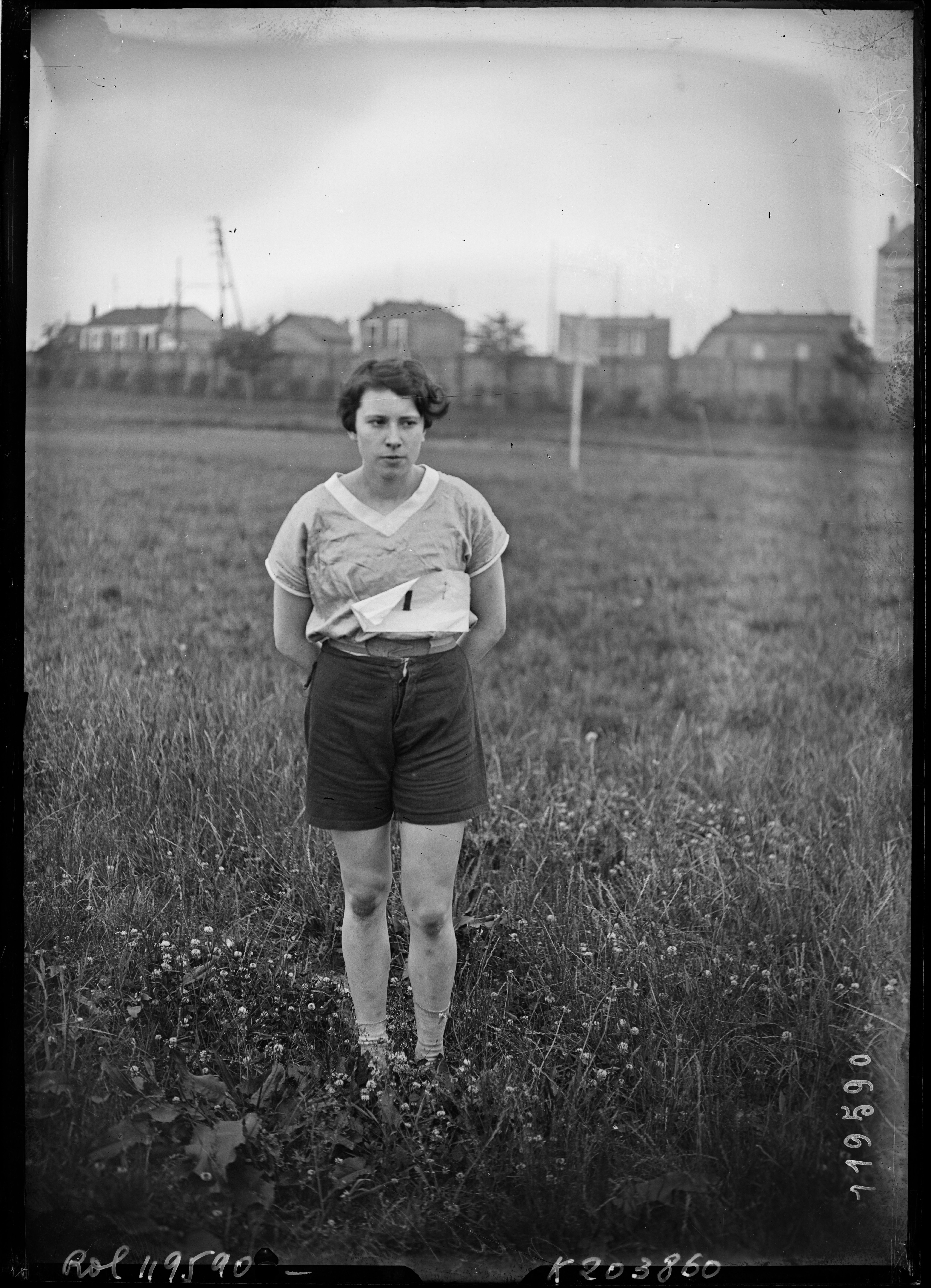
Yolande Plancke – ausgeschieden als Dritte des vierten Vorlaufs

| Platz | Name               | Nation             | Zeit   | Anmerkung |
| ----- | ------------------ | ------------------ | ------ | --------- |
| 1     | Hitomi Kinue       | Japan              | 12,8 s | ORe       |
| 2     | Florence Bell      | Kanada             | 13,0 s |           |
| 3     | Anne Vrana-O’Brien | USA                | 13,1 s |           |
| 4     | Matilde Moraschi   | Königreich Italien | 13,6 s |           |

### Vorlauf 4
| Platz | Name            | Nation          | Zeit   | Anmerkung |
| ----- | --------------- | --------------- | ------ | --------- |
| 1     | Leni Junker     | Deutsches Reich | 12,8 s | ORe       |
| 2     | Elta Cartwright | USA             | k. A.  |           |
| 3     | Yolande Plancke | Frankreich      | k. A.  |           |

### Vorlauf 5
| Platz | Name              | Nation             | Zeit   | Anmerkung |
| ----- | ----------------- | ------------------ | ------ | --------- |
| 1     | Georgette Gagneux | Frankreich         | 13,0 s |           |
| 2     | Maud Sundberg     | Schweden           | k. A.  |           |
| 3     | Luigia Bonfanti   | Königreich Italien | k. A.  |           |

### Vorlauf 6

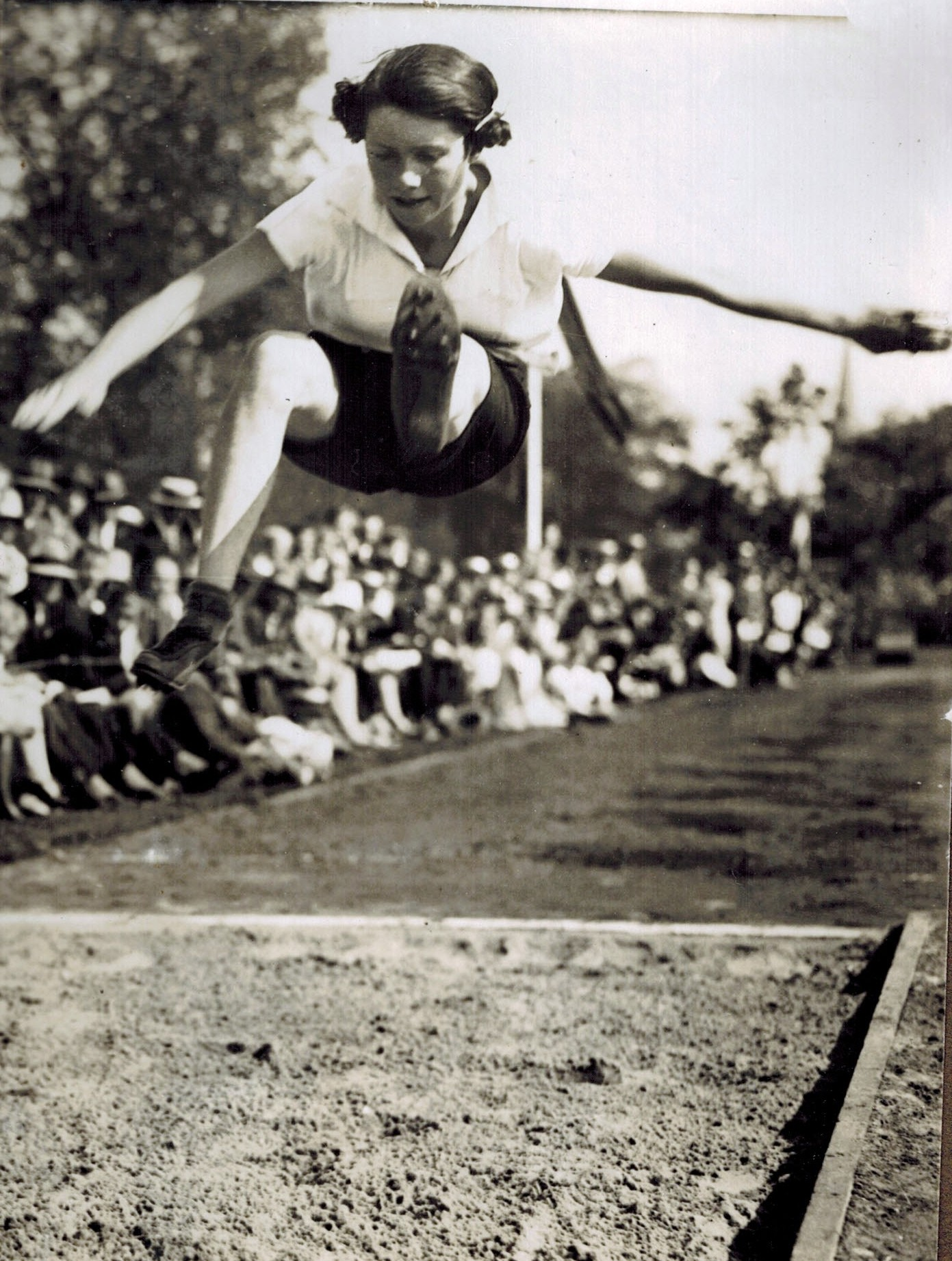
Rie Briejer (hier als Weitspringerin) – ausgeschieden als Dritte des vierten Vorlaufs
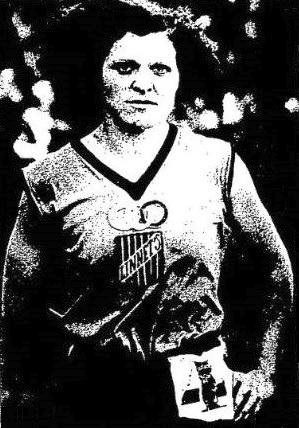
Lucienne Velu – ausgeschieden als Vierte des sechsten Vorlaufs

| Platz | Name           | Nation                | Zeit   | Anmerkung |
| ----- | -------------- | --------------------- | ------ | --------- |
| 1     | Leni Schmidt   | Deutsches Reich       | 12,8 s | ORe       |
| 2     | Marjorie Clark | Südafrikanische Union | 13,0 s |           |
| 3     | Rie Briejer    | Niederlande           | 13,1 s |           |
| 4     | Lucienne Velu  | Frankreich            | 13,5 s |           |

### Vorlauf 7
| Platz | Name            | Nation      | Zeit   | Anmerkung |
| ----- | --------------- | ----------- | ------ | --------- |
| 1     | Fanny Rosenfeld | Kanada      | 12,6 s | OR        |
| 2     | Betty Robinson  | USA         | k. A.  |           |
| 3     | Lies Aengenendt | Niederlande | 13,0 s |           |

### Vorlauf 8

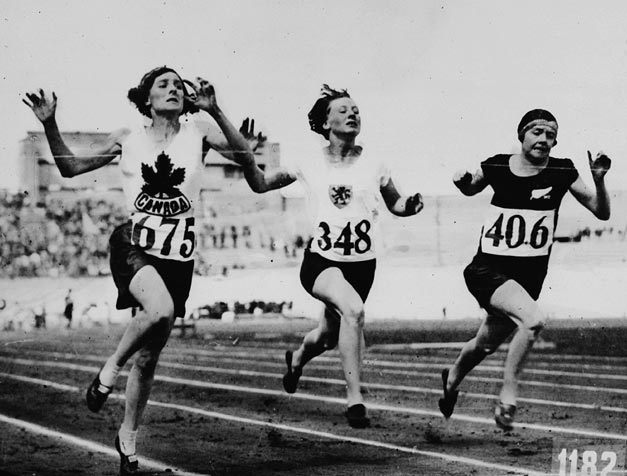
Myrtle Cook (Nr. 675) siegte im achten Vorlauf vor Norma Wilson (Nr. 406) und Bets ter Horst (Nr. 348)

| Platz | Name           | Nation      | Zeit   | Anmerkung |
| ----- | -------------- | ----------- | ------ | --------- |
| 1     | Myrtle Cook    | Kanada      | 12,8 s |           |
| 2     | Norma Wilson   | Neuseeland  | 13,0 s |           |
| 3     | Bets ter Horst | Niederlande | 13,0 s |           |

### Vorlauf 9
| Platz | Name                | Nation     | Zeit   | Anmerkung |
| ----- | ------------------- | ---------- | ------ | --------- |
| 1     | Ethel Smith         | Kanada     | 12,6 s | ORe       |
| 2     | Marguerite Radideau | Frankreich | k. A.  |           |
| 3     | Zinaida Liepiņa     | Lettland   | k. A.  |           |
| 4     | Sidonie Verschueren | Belgien    | k. A.  |           |

## Halbfinale
Datum: 30. Juli 1928
Es sind nicht alle Zeiten überliefert.

### Lauf 1
| Platz | Name              | Nation                | Zeit   | Anmerkung |
| ----- | ----------------- | --------------------- | ------ | --------- |
| 1     | Fanny Rosenfeld   | Kanada                | 12,4 s | OR        |
| 2     | Ethel Smith       | Kanada                | k. A.  |           |
| 3     | Georgette Gagneux | Frankreich            | k. A.  |           |
| 4     | Anni Holdmann     | Deutsches Reich       | k. A.  |           |
| 5     | Mary Washburn     | USA                   | k. A.  |           |
| 6     | Marjorie Clark    | Südafrikanische Union | k. A.  |           |

### Lauf 2
| Platz | Name           | Nation          | Zeit   | Anmerkung |
| ----- | -------------- | --------------- | ------ | --------- |
| 1     | Betty Robinson | USA             | 12,4 s | ORe       |
| 2     | Myrtle Cook    | Kanada          | k. A.  |           |
| 3     | Edith Robinson | Australien      | k. A.  |           |
| 4     | Hitomi Kinue   | Japan           | k. A.  |           |
| 5     | Leni Junker    | Deutsches Reich | k. A.  |           |
| 6     | Maud Sundberg  | Schweden        | k. A.  |           |

### Lauf 3
| Platz | Name                | Nation          | Zeit   | Anmerkung |
| ----- | ------------------- | --------------- | ------ | --------- |
| 1     | Leni Schmidt        | Deutsches Reich | 12,8 s |           |
| 2     | Erna Steinberg      | Deutsches Reich | 12,9 s |           |
| 3     | Florence Bell       | Kanada          | k. A.  |           |
| 4     | Elta Cartwright     | USA             | k. A.  |           |
| 5     | Norma Wilson        | Neuseeland      | k. A.  |           |
| 6     | Marguerite Radideau | Frankreich      | k. A.  |           |

Im Halbfinale ausgeschiedene Sprinterinnen:

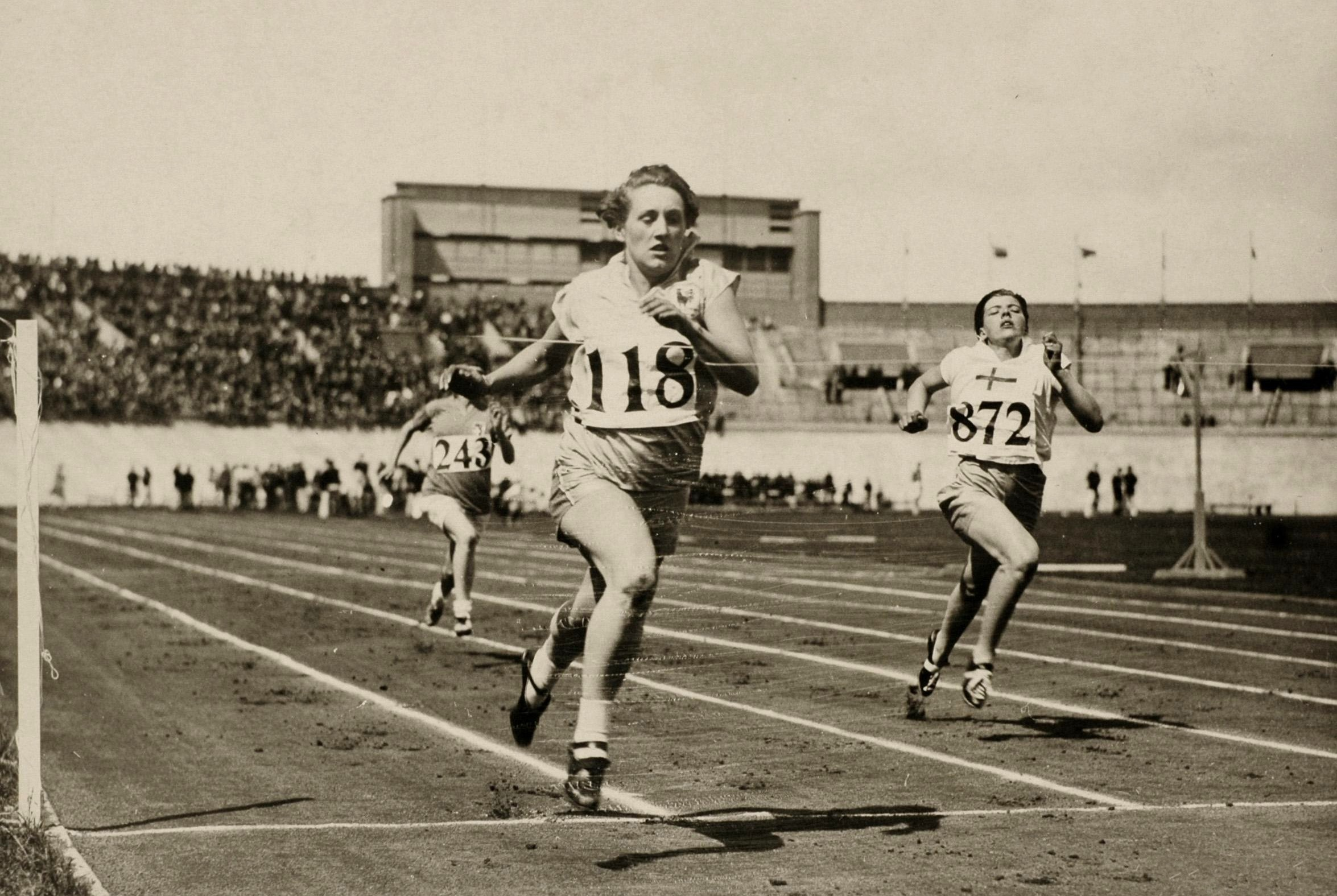
Georgette Gagneux (links) – Rang drei im ersten Halbfinale Maud Sundberg (rechts) – Rang sechs im zweiten Halbfinale
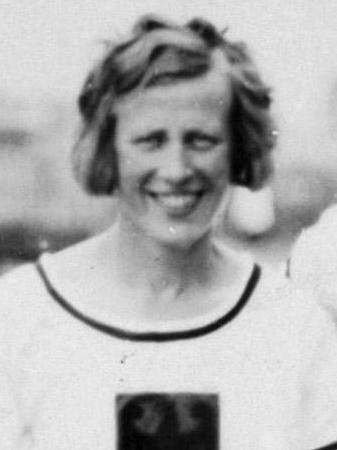
Anni Holdmann – Rang vier im ersten Halbfinale
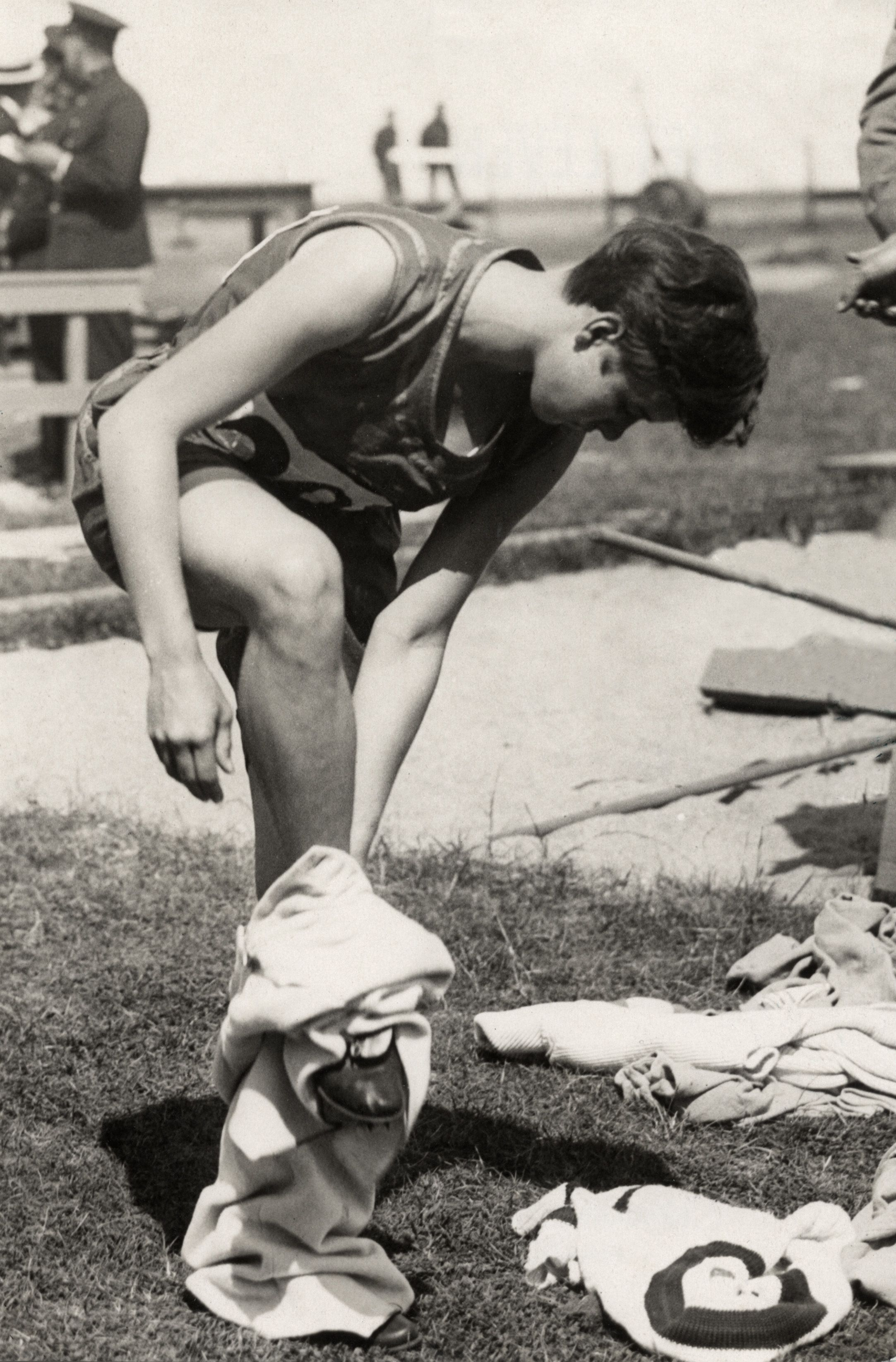
Marjorie Clark – Rang sechs im ersten Halbfinale
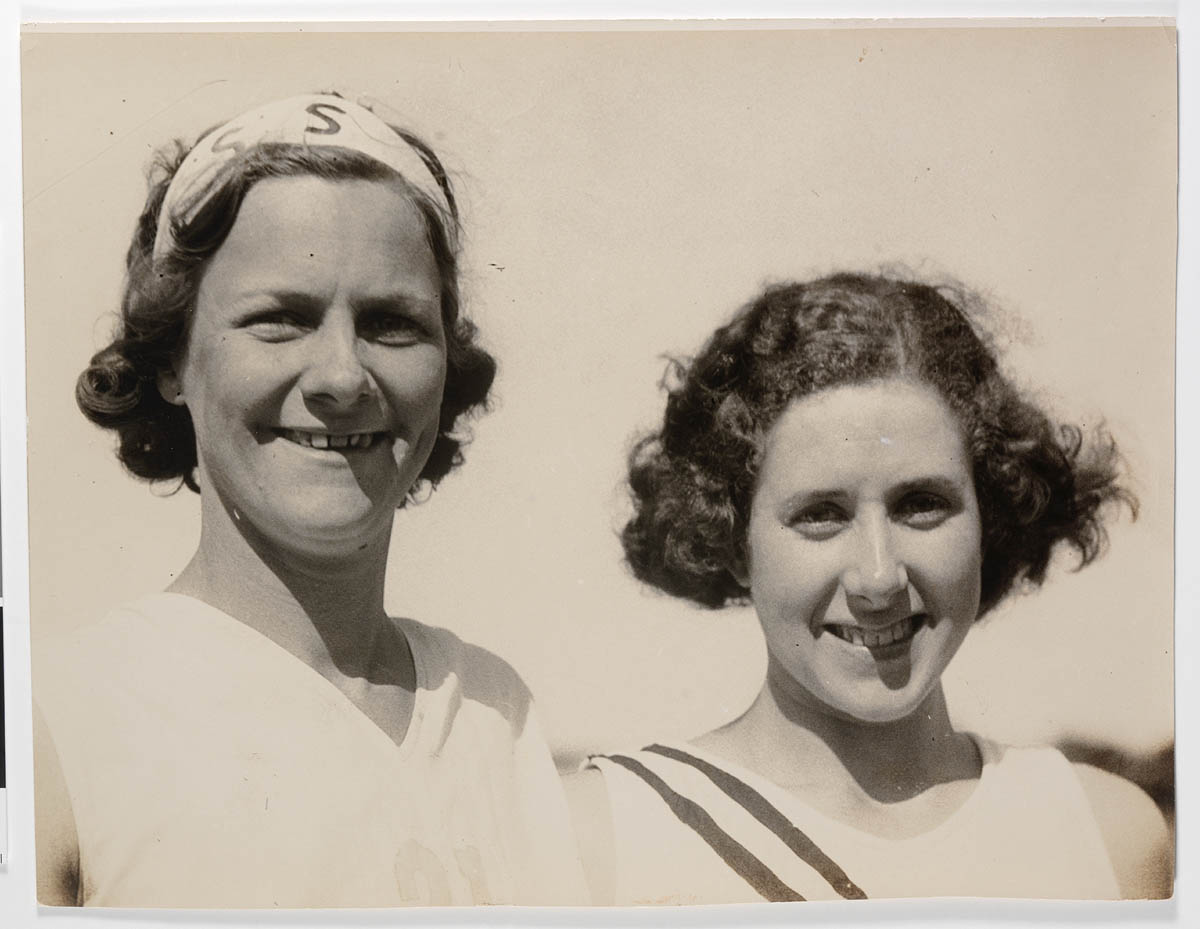
Edith Robinson (rechts) – Rang drei im zweiten Halbfinale
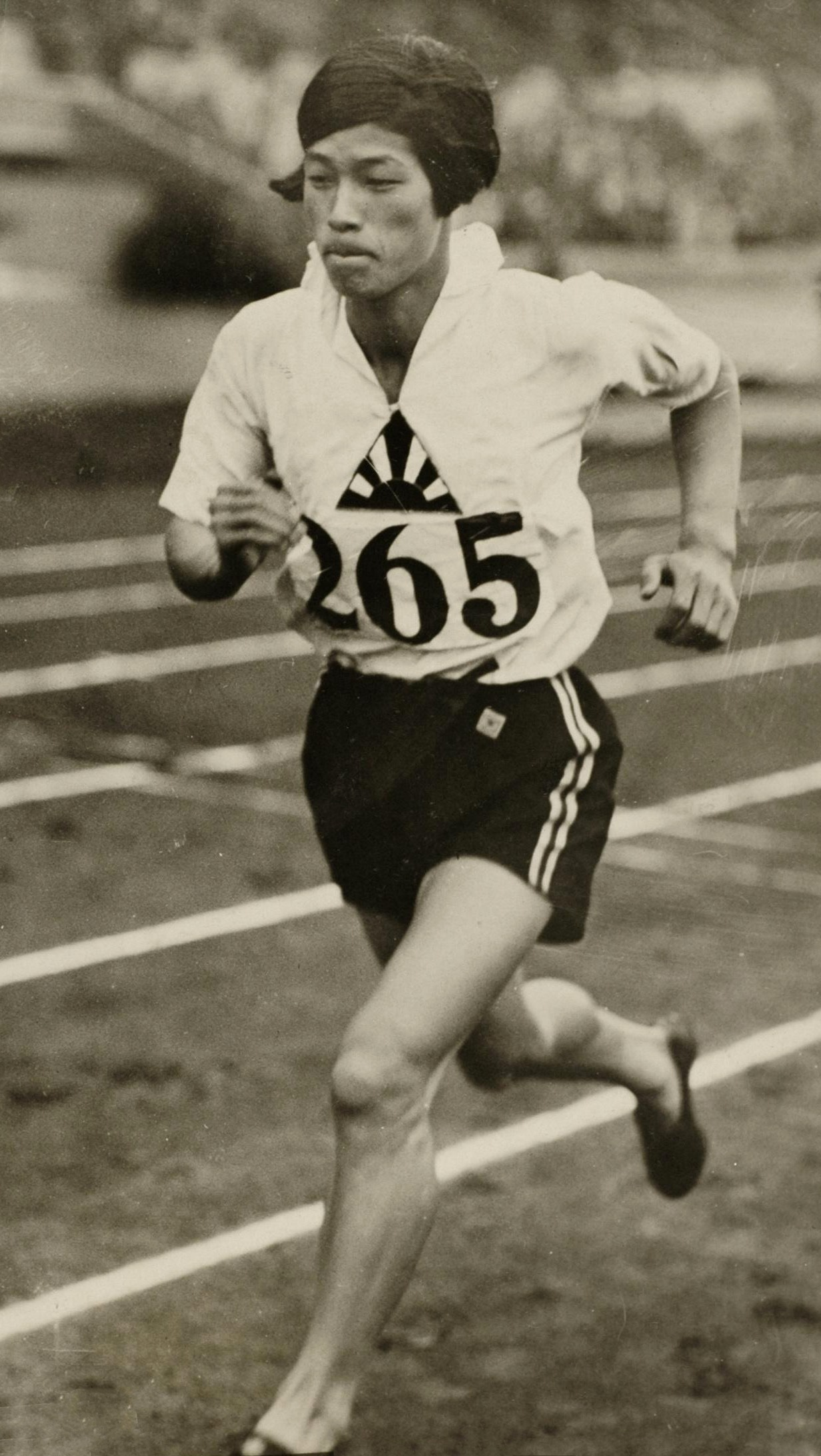
Hitomi Kinue – Rang vier im zweiten Halbfinale
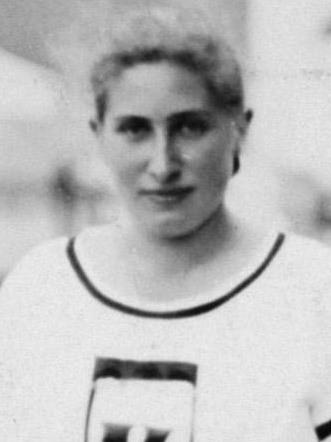
Leni Junker – Rang fünf im zweiten Halbfinale
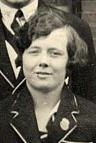
Norma Wilson – Rang fünf im dritten Halbfinale
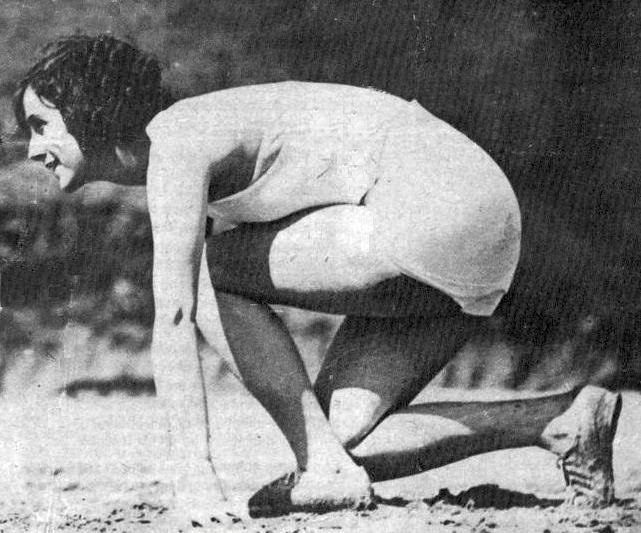
Marguerite Radideau – Rang sechs im dritten Halbfinale

## Finale
Datum: 31. Juli 1928
| Platz | Name            | Nation          | Zeit   | Anmerkung       |
| ----- | --------------- | --------------- | ------ | --------------- |
| 1     | Betty Robinson  | USA             | 12,2 s | OR              |
| 2     | Fanny Rosenfeld | Kanada          | 12,3 s |                 |
| 3     | Ethel Smith     | Kanada          | 12,3 s |                 |
| 4     | Erna Steinberg  | Deutsches Reich | 12,4 s |                 |
| DSQ   | Myrtle Cook     | Kanada          |        | zwei Fehlstarts |
| DSQ   | Leni Schmidt    | Deutsches Reich |        | zwei Fehlstarts |

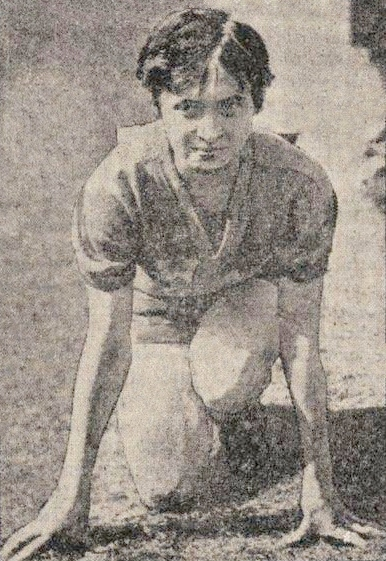
Olympiasiegerin Betty Robinson

Die Kanadierin Myrtle Cook war als Weltrekordlerin und Mitfavoritin nach Amsterdam gekommen. Im Finale wurde sie nach zwei von ihr verursachten Fehlstarts disqualifiziert. Leni Schmidt ließ sich von Cooks Nervosität anstecken und ihr passierte dasselbe. So kämpften nur noch vier Sprinterinnen um die ersten olympischen Medaillen im 100-Meter-Lauf der Frauen. Betty Robinson aus den USA gewann das Rennen in der olympischen Rekordzeit von 12,2 s. Silber und Bronze gingen an die beiden Kanadierinnen Fanny Rosenfeld und Ethel Smith. Für die Deutsche Erna Steinberg blieb Platz vier übrig. Es war ein enges Rennen, Steinberg lag nur zwei Zehntelsekunden hinter der Olympiasiegerin.

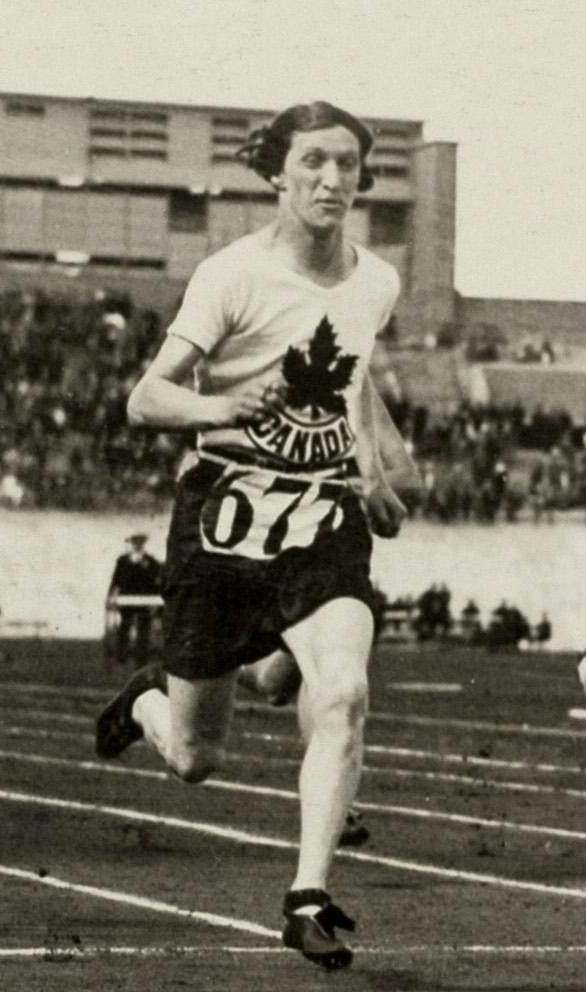
Fanny Rosenfeld, Gewinnerin der Silbermedaille
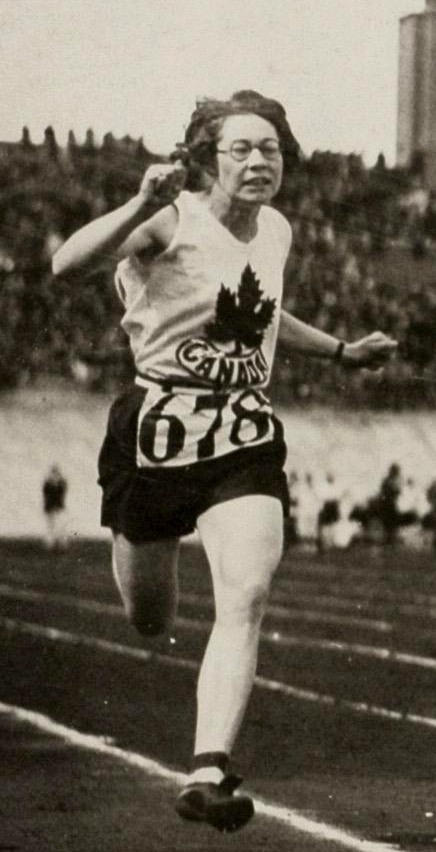
Bronzemedaillengewinnerin Ethel Smith

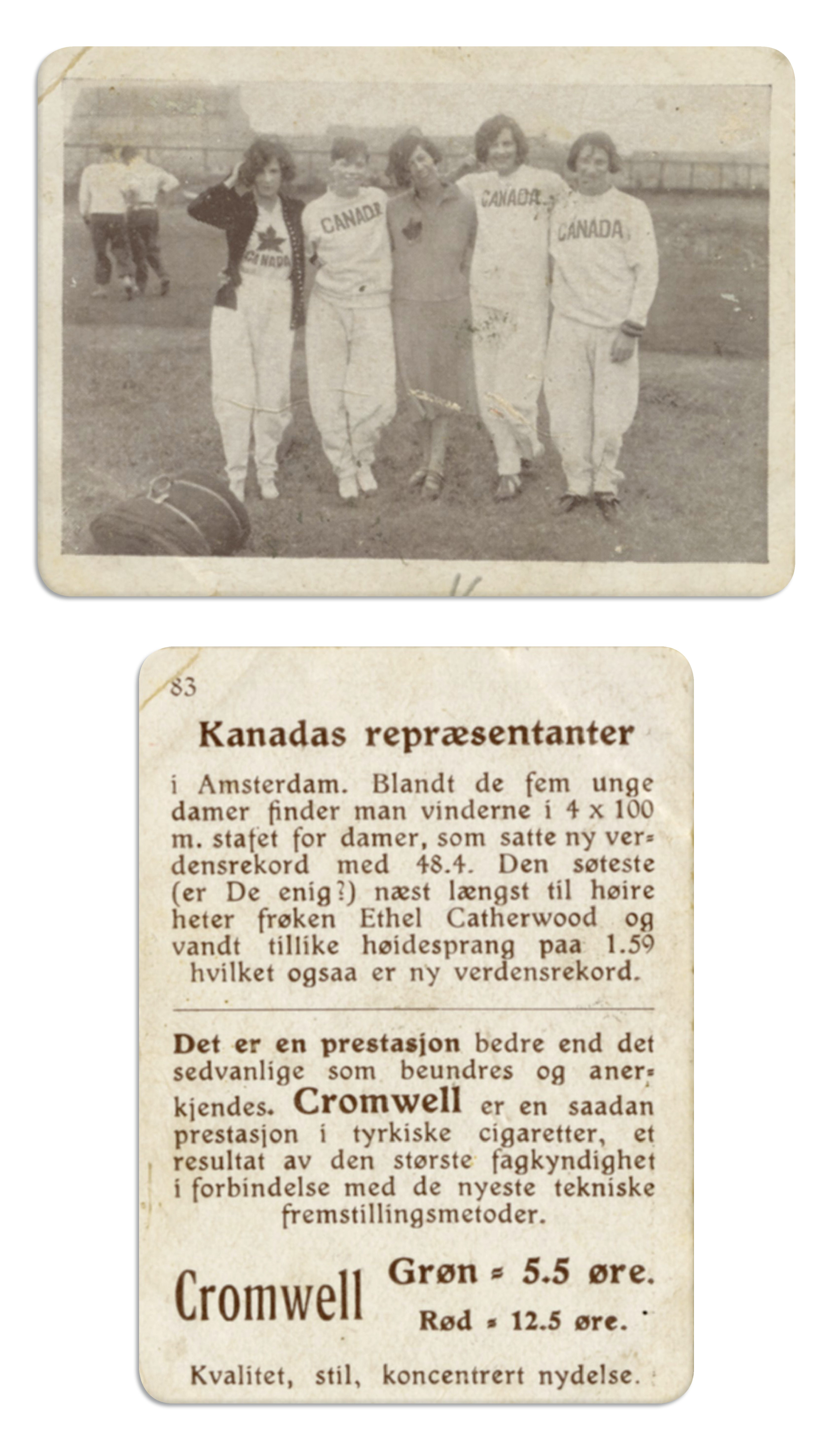
Die Mitfavoritin Myrtle Cook (hier ganz links) wurde nach zwei Fehlstarts disqualifiziert
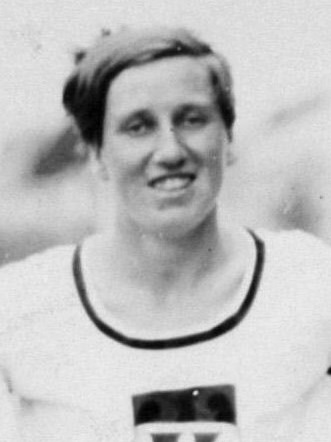
Auch Leni Schmidt produzierte zwei Fehlstarts und wurde disqualifiziert

## Videolinks
- 16 Year Old Elizabeth Robinson Wins 100m - New WR, Amsterdam 1928 Olympics, veröffentlicht am 13. Dezember 2012 auf youtube.com, abgerufen am 14. September 2017
- The very first, women's 100m Olympics, final Amsterdam, youtube.com, abgerufen am 26. Juni 2021
- Historic footage 1928 Olympic Games part 2, Colorized, youtube.com, Bereich: 2:17 min bis 2:56 min, abgerufen am 26. Juni 2021
- Women Compete in Track and Field for the First Time - 1928 Olympics, youtube.com, Bereich: 0:23 min bis 0:45 min, abgerufen am 26. Juni 2021